# Tetramesa panici
Tetramesa panici är en stekelart som först beskrevs av Phillips och Poos 1922.  Tetramesa panici ingår i släktet Tetramesa och familjen kragglanssteklar. Inga underarter finns listade i Catalogue of Life.